# Maru Ludueña
María Eugenia Ludueña (ciudad de Santa Fe, 1969), más conocida como Maru Ludueña, es una escritora y periodista argentina, ganadora del premio Best Feature Story: Writing for Social Impact otorgado por la International Network of Street Papers por una publicación en la revista Hecho en Bs.As. Es una de las fundadoras de la Agencia Presentes.

## Estudios
Nació en Santa Fe en noviembre de 1969, cursó la licenciatura en Ciencias de la Comunicación en la Universidad de Buenos Aires obteniendo el título de licenciada en esa especialidad.

## Trayectoria

### Trayectoria periodística
Es periodista en ejercicio desde 1992 desempeñándose en medios escritos como la revista del diario La Nación, Página/12 (Las Doce y Soy), revista Anfibia, Gatopardo, TXT, Elle, Para Ti y Travesías y también realizando documentales para The History Channel y Anima Films.
Su trabajo más destacado fue una nota para la revista Hecho en Bs As que fue galardonado por la International Network of Street Papers con el premio Best Feature Story, además la Asociación de Editores de Diarios y Revistas le otorgó el premio Pleyade al mejor equipo de investigación en 2008 y la Federación Argentina de Lesbianas, Gays, Bisexuales y Transexuales (FALGBT) le concedió un diploma de honor en 2006, Orgullo Ciudadano. 
Escribió el libro de no ficción, Laura. Vida y militancia de Laura Carlotto, que fue declarado de Interés para la Promoción de los DDHH por la Legislatura de la Ciudad de Buenos Aires.  
Colaboró con diversos artículos y crónicas para publicaciones diversas, entre ellas, el Centro de Competencia en Comunicación para América Latina de la Fundación Friedrich Ebert.

### Trayectoria docente
Se desempeña en la Facultad de Periodismo y Comunicación Social de la UNLP, donde es profesora del Taller de Narrativas en Derechos Humanos en el Postgrado de Comunicación y Derechos Humanos desde 2014. También es profesora del Posgrado en Periodismo Cultural en esa facultad . Además coordina talleres de capacitación periodística y narrativas en diferentes asociaciones y centros culturales. 

### Libro de no ficción:Laura. Vida y militancia de Laura Carlotto[7]
El 27 de agosto de 2013 la editorial Planeta publicó el libro Laura. Vida y militancia de Laura Carlotto basado en la biografía de Laura Carlotto, la hija de Estela de Carlotto desaparecida durante el Proceso de Reorganización Nacional en Argentina. La obra fue declarada de Interés para la Promoción de los DDHH por la Legislatura de la Ciudad de Buenos Aires.

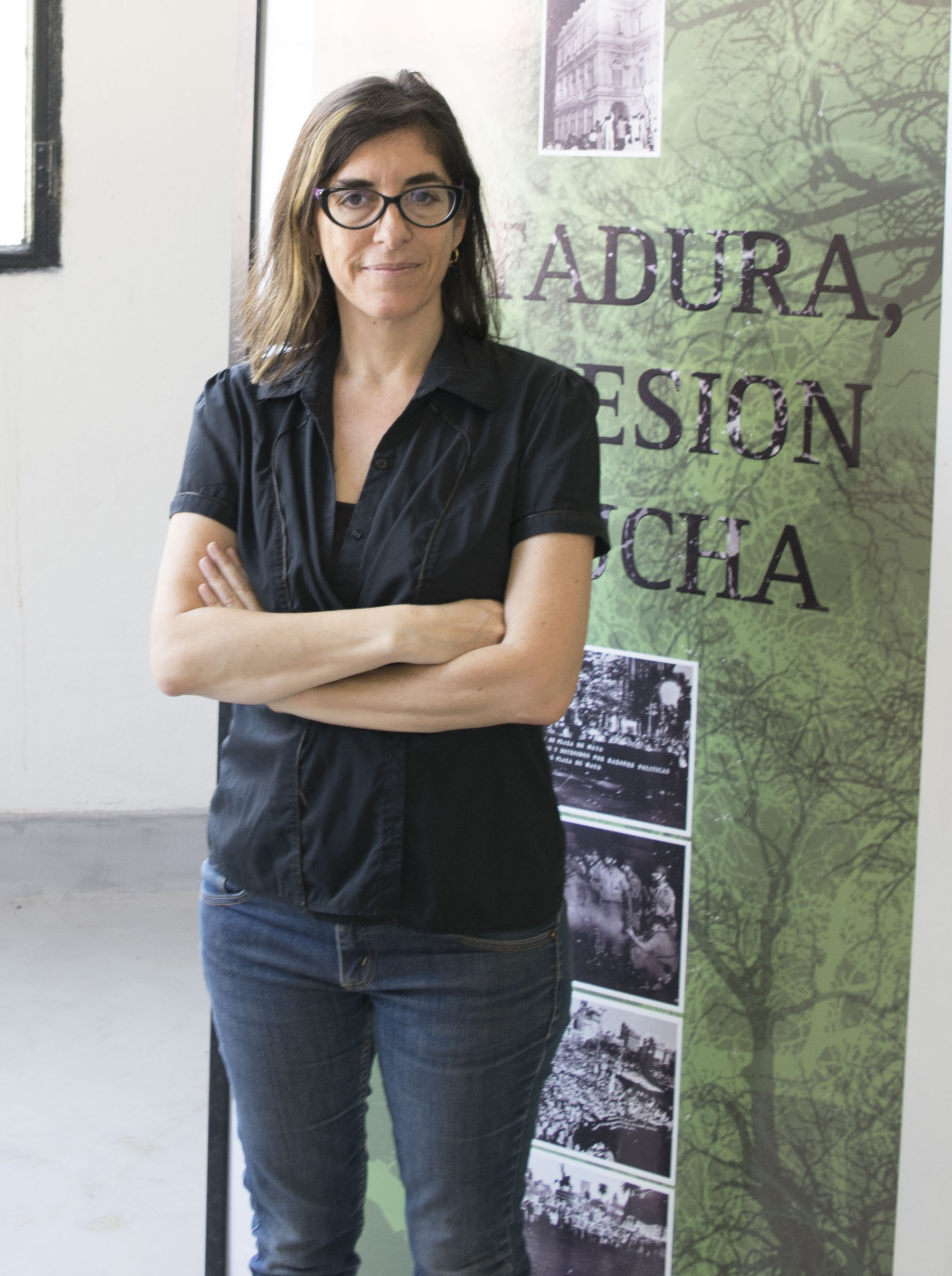

Ante la recuperación del hijo de Laura y nieto de Estela de Carlotto, Guido Carlotto, escribió el relato "Fuerzas vivas" para la Revista Anfibia.

### Libro de ficción
En 2017 publicó el libro de cuentos El mundo no necesita más canciones, del sello Ediciones La Parte Maldita.  